# Староселье (Александрийский сельсовет)
Старосе́лье (бел. Стараселле) — агрогородок в Александрийском сельсовете Шкловского района Могилёвской области Белоруссии, административный центр упразднённого Старосельского сельсовета.
Деревня находится на высоте 188 м над уровнем моря, на севере Могилёвской области. Староселье расположено на реке Березовка, на границе с Витебской областью.

## История
В начале сентября 1941 года подразделения айнзатцгруппы «Б» согнали 200 местных евреев в сельскую школу, а на следующее утро расстреляли их в Бринковом лесу двух километрах от местечка.

## Экономика
ОАО «Александрийское» строит в деревне птицефабрику по откорму цыплят-бройлеров, рассчитанную на одновременную посадку 1 млн голов птицы, укрупняет свинокомплекс до пятидесяти тысяч голов. Также близ Староселья уже построена крупная молочнотоварная ферма.

## Образование, культура и социально-значимые объекты
Есть сельская библиотека, врачебная амбулатория и Государственное учреждение образования «Старосельский учебно-педагогический комплекс детский сад — средняя школа».

## Экология
По мнению местных жителей сельскохозяйственные объекты загрязняют отходами своей деятельности лес, местную реку Берёзовку и Троицкое водохранилище (у деревни Троица).